# Renuntiatio
Renuntiatio (latim para "declarado") na lei marcial da Roma Antiga, o mesmo que traição, quando um soldado ou civil trai informações militares confidenciais para um inimigo sendo geralmente condenado à morte.
Na lei pública da Roma Antiga, era o anúncio dos nomes dos magistrados romanos eleitos pela comitia, a partir do momento, o magistrado passava a ser designatus (latim para "eleito"). A declaração era feita da seguinte forma: o candidato que tinha obtido mais votos era imediatamente chamado pelo magistrado que presidia e depois realizava-se uma prece solene e juramento, onde então era declarado eleito. A declaração era feita duas vezes, primeiramente pelo arauto e então pelo magistrado que estivesse presidindo; sem a declaração a eleição era invalidada.
Também se chamava renuntiatio a renúncia formal de hospitalidade, quando se quebrava a téssera hospitalar em pedaços.